# Ewa Zarzycka
Ewa Zarzycka (ur. w Szczecinie) – polska artystka performance, twórczyni rysunków i instalacji. W latach 1973–1978 studiowała w Katedrze Grafiki Wydziału Malarstwa, Grafiki i Rzeźby w Państwowej Wyższej Szkole Sztuk Plastycznych (obecnie Akademia Sztuk Pięknych) we Wrocławiu. Od 2008 roku wykłada na Akademii Sztuk Pięknych we Wrocławiu na Wydziale Malarstwa i Rzeźby.
Jest członkinią Związku Polskich Artystów Plastyków, Lubelskiego Towarzystwa Zachęty Sztuk Pięknych, Stowarzyszenia Festiwal Brunona Schulza. Jest stypendystką Ministerstwa Kultury i Dziedzictwa Narodowego.
Laureatka artystycznej Nagrody im. Katarzyny Kobro w 2024.

## Performances

### 1980–1989
- 1980 – Pokaz filmu Przejawy, Galeria Labirynt, Lublin
- 1983 – Demonstracja układu pomiarowego (wystąpienie z Tomaszem Dobrzyńskim), Dochodzenie w sprawie sztuki, Sztuka jest elektryczna, Galeria BWA, Lublin
- 1983 – Przejawy – fikcyjny dokument, Strych, Łódź
- 1983 – O potencjalności, Pielgrzymka artystyczna, Łódź
- 1984 – O przystosowaniu, Zakład nad Fosą, Wrocław
- 1984 – Mózg nie służy do myślenia (wystąpienie z Tomaszem Dobrzyńskim), Galeria BWA, Lublin
- 1984 – Dochodzenie w sprawie sztuki (wystąpienie z Tomaszem Dobrzyńskim), Kolęda artystyczna - bez hasła, Koszalin
- 1984 – Chwile niepoczytalności (miejsce na obiekt), Galeria Biała, Lublin
- 1985 – Na fotografii wszystko jest inaczej (Fotografia jest tym, czym nie jest), Sympozjum „Fotografowie poszukujący”, Skoki
- 1985 – Zielona Góra Białystok, I Biennale Sztuki Nowej, Zielona Góra
- 1985 – O pracy naukowej, plener BWA Lublin, Kraśnik Lubelski
- 1985 – Słup pamiętnikarstwa, plener „Wykopalisko”, Kazimierz Dolny
- 1985 – Kardynał i Grubaska – twórcy kultury narodowej (wystąpienie z Tomaszem Dobrzyńskim), Stowarzyszenie Twórców Kultury, Łódź
- 1986 – Kiedyś chciałam być malarką, Sympozjum „Fotografowie własnych dróg”, Skoki
- 1986 – Jestem, „Zapisy 2”, BWA, Lublin
- 1986 – Nie jestem Zofią Rydet, Sympozjum „Światło ciszy”, Stowarzyszenie Twórców Kultury, Łódź
- 1989 – Rozmowa w bibliotece... albo kłopoty z 18-letnią córką, Lochy Manhattanu, Łódź
- 1989 – Utrzymanie pozycji artystycznej, Sympozjum „Sztuka jako gest prywatny”, BWAiUP, Koszalin

### 1990–1999
- 1990 – Ponad', „Performance teraz”, Galeria Grodzka BWA, Lublin
- 1990 – Przestrzenie sztuki, „Videoperformance”, CSW Zamek Ujazdowski, Warszawa
- 1990 – Proszę sobie wyobrazić 7 monitorów, „Videoperformance”, Muzeum Kinematografii, Łódź
- 1990 – Wieża, Ogólnopolskie Spotkania Artystyczne na Zamku „Zapraszam do pracy”, Zamek Książąt Pomorskich, Darłowo
- 1990 – Alfabet, „Videoperformance”, BWAiUP, Koszalin
- 1991 – Wspomnienia i prognozy (dokumentacje i wizje), w ramach Galerii Moje Archiwum, BWAiUP, Koszalin
- 1991 – Wspomnienia i prognozy cz. 2, w ramach Galerii Moje Archiwum, Klub KMPiK Galeria Nadbałtycka, Koszalin
- 1991 – Rozmowa o sztuce, „Czas obecny - historia opowiadana”, Międzynarodowy Festiwal Performance, Państwowa Galeria Sztuki w Sopocie, Sopot
- 1991 – Przestałam rozumieć to co robię, „Kręgi Wschodniej”, CSW Zamek Ujazdowski, Warszawa
- 1992 – Rozmowa w bibliotece... albo kłopoty z 18-letnią córką, Galeria Arsenał, Białystok
- 1992 – Mapa sztuki - fragmenty, Galeria Sztuki Współczesnej, Przemyśl
- 1992 - Ewa Z. jako indywiduum artystyczne, Galeria Miejska, Wrocław
- 1992 – Dotykanie performance, Galeria Arsenał, Białystok
- 1992 – Bez tytułu, Festiwal „Trójkont”, Galeria Kont, Lublin
- 1993 – Laboratorium, a pozór efektu końcowego, Ośrodek Działań Plastycznych, Wrocław
- 1993 – Ewa Z. we Wrocławiu, stolicy prehistorii sztuki pojęciowej jako przykład artystki stojącej wobec konieczności postawienia słupa milowego, a obowiązkiem bycia rozwibrowanym intelektualnie procesem, odsłona III, Galeria Miejska, Wrocław
- 1993 – Performance, „Moje Archiwum Przedstawia”, Galeria Arsenał, Białystok
- 1993 – Wieczór poezji przy świecach, Spotkanie Krasiczyn '93, Galeria Sztuki Współczesnej, Przemyśl
- 1993 – Performance, „Galeria Labirynt prezentuje”, Galeria ART, Chełm
- 1994 – Obowiązki i przywileje artystów (u schyłku XX w. w świetle akceptowanych norm wobec faktów realnych i fikcyjnych na podstawie skojarzeń subiektywnego oglądu losowo wybranej artystki. Fragmenty), Galeria Stara, Lublin
- 1994 – Pętla, Krakowskie Reminiscencje Teatralne, PWST, Kraków
- 1994 – Jestem artystką mówiącą, piszącą oraz..., „15 lat Galerii ON - Drobne narracje”, Galeria ON, Poznań
- 1994 – Rekwizyty przeszkadzają i pomagają, Galeria Moje Archiwum, Koszalin
- 1994 – Punkt widzenia, Galeria Sztuki Współczesnej, Przemyśl
- 1994 – O strupieszałości, „25-lecie Galerii Labirynt”, Galeria Labirynt 2, Lublin
- 1995 – Fragmenty historii sztuki, Galeria Grodzka, Lublin
- 1995 – Ograniczenia, Galeria Zderzak, Kraków
- 1996 – Znaczenie rozmowy o sztuce... (wystąpienie z Pawłem Joczem), Galeria Stara, Lublin
- 1996 – Jeszcze raz to samo, „Kontperformance”, Galeria Kont, Lublin
- 1996 – Opowiadanie dla Andrzeja C., „Sytuacje do kamery” J. Robakowskiego, Galeria Moje Archiwum, Koszalin
- 1996 – Jeszcze nie performance, Wieża Ciśnień, Bydgoszcz
- 1996 – Performance, „Performance po polsku”, Galeria Awangarda, Wrocław
- 1996 – Performance w performance (z udziałem D. Fodczuka, W. Tatarczuka, M. Gałeckiego), spotkanie „Kobieta o kobiecie”, Galeria Bielska, Bielsko-Biała
- 1996 – 2x6 czyli artysta musi być obecny, Teatr Scena 6, Lublin
- 1997 – Performance – jak to łatwo powiedzieć, Galeria Arsenał, Białystok
- 1997 – Performance – jak to łatwo powiedzieć, Galeria Kont, Lublin
- 1997 – 2x6 czyli artysta musi być obecny, „Spojrzenia”, Galeria Grodzka, Lublin
- 1998 – To niemożliwe by nie istniał już sens rozmów o sztuce (z udziałem A. Płotnickiej), Galeria Awangarda, Wrocław
- 1998 – Między niepewnością a arbitralnym gestem, Galeria Arsenał, Białystok
- 1998 – Nade wszystko performance, ponad wszystko performance, jubileusz 60. urodzin Zbigniewa Warpechowskiego, Zamek Sandomierski, Sandomierz
- 1998 – Przepustka do Bornego Sulinowa, III Europejskie Spotkania Artystów, Borne Sulinowo
- 1998 – A jednak performance, spotkanie „Odpryski”, Galeria ON, Poznań
- 1998 – Myśląc o Kobro i Strzemińskim..., Pracownia Szymona Szymankiewicza, Łódź
- 1998 – Wciąż to samo, Galeria Labirynt/Galeria Grodzka, Lublin
- 1999 – Pasjanse (mimo wszystko performance), CSW Zamek Ujazdowski, Warszawa
- 1999 – A jednak performance, BWA Zielona Góra
- 1999 – Miary i wagi sztuki, Stowarzyszenie Artystyczne Wieża Ciśnień, Bydgoszcz
- 1999 – Wyrwane z procesu. Rozmowa, Galeria Moje Archiwum, Koszalin

### 2000–2009
- 2000 – Wszystko inaczej, Galeria ON, Poznań
- 2000 – Jedna z wielu rzeczy, Galeria Labirynt 2, Lublin
- 2000 – Przepływy, „Artkontakt” Europejski Festiwal Sztuki Performance i Nowych Mediów, Ośrodek Sztuki Performance CK, Galeria Kont, Lublin
- 2001 – Rozmowa, Klub Mózg, Bydgoszcz
- 2001 – Rozmowa, Międzynarodowy Festiwal Sztuki Akcji, Piotrków Trybunalski
- 2001 – Czy duch jest ciągle ten sam?, Galeria Dzwonnica, Kazimierz Dolny
- 2001 – Przejawy, Ośrodek Sztuki Performance, Lublin
- 2001 – Rozmowa, „Krzątanina”, Galeria BWA Awangarda, Wrocław
- 2002 – Rozmowa, „Andrzej Partum 1938-2002”, Galeria Kordegarda, Warszawa
- 2002 – Wyspy pamięci (Ewa Zarzycka w procesie urzeczywistniania jaźni), Kawiarnia Szeroka 28, Lublin
- 2003 – Jednak niepamięć, Galeria Labirynt 2, Lublin
- 2003 – Nie do poznania, „Krzątanina”, Galeria Awangarda, Wrocław
- 2004 – Wariant nadrzędny (ze Z. Warpechowskim, Galeria Manhattan, Łódź
- 2004 – Performance, Galeria BWA, Zielona Góra
- 2004 – Performance, Międzynarodowy Festiwal Sztuki Akcji – Interakcje, Piotrków Trybunalski
- 2006 – Alfabet performance, Międzynarodowy Festiwal „W Kontekście Sztuki/Różnice”, Mazowieckie Centrum Kultury, Warszawa
- 2006 – Rozmowa, „Sympozjum Realności Poetyckich”, Bałtycka Galeria Sztuki Współczesnej, Słupsk
- 2006 – To zupełnie inna historia. Historie opowiadane - wszelkie podobieństwa prawdopodobne, Łódź Biennale, Łódź Art Center, Łódź
- 2006 – Pierwszy raz w Drohobyczu, II Międzynarodowy Festiwal Bruno Schulza, Drohobycz
- 2007 – Wystąpienie, „Survival 5 - Przegląd sztuki w ekstremalnych warunkach”, Zakłady Kąpielowe, Wrocław
- 2007 – Na krawędzi, Bałtycka Galeria Sztuki Współczesnej, Ustka
- 2007 – Na krawędzi rozumu..., Galeria BWA, Zielona Góra
- 2007 – Prywatne mity (w ramach cyklu „Moja historia sztuki”), CSW Zamek Ujazdowski, Warszawa
- 2007 – Język i alfabet sztuki performance, Miejsce Dla Sztuki, Wrocław
- 2007 – Wystąpienie, wystawa przedplenerowa Multimedialnych Spotkań Artystów w Lubieszewie, Galeria Scena, Koszalin
- 2008 – Ludzie mówią mi, że..., Galeria Kont, Uniwersytet Marii Curie-Skłodowskiej, Lublin
- 2008 – Walizka znaków performance, „Polski Broch. Performance, Events at the CCA”, Tel Awiw
- 2008 – Życie codzienne, Europejski Festiwal Sztuki Performance EPAF, CSW Zamek Ujazdowski, Warszawa
- 2008 – Błędy w sztuce, „2x Wrocław-Poznań”, BWA, Leszno
- 2008 – Błędy w sztuce - odsłona II, Otwarta Pracownia, Kraków
- 2008 – Według Warpechowskiego, „Artystyczne urodziny Zbigniewa Warpechowskiego”, Galeria Sztuki Współczesnej BWA, Sandomierz
- 2008 – Nic czyli wszystko, „Zbigniew Warpechowski. W służbie sztuce. Przegląd twórczości z lat 1963-2008”, Galeria BWA, Lublin
- 2008 – PSX2 (Post Scriptum x2), „Maraton Przedstawień Sztuki”, Mazowieckie Centrum Sztuki Współczesnej „Elektrownia”, Radom
- 2008 – Małe rozdziały o dużym znaczeniu, Galeria Scena, Koszalin
- 2008 – Ludzie mówią mi, że..., Galeria Kont, Uniwersytet Marii Curie-Skłodowskiej, Lublin
- 2009 – Wystąpienie, „Moje Archiwum Przedstawia”, Muzeum Sztuki Współczesnej oddział Muzeum Narodowego, Szczecin
- 2009 – Błędy w sztuce, „x2 Wrocław-Poznań”, Miejskie Biuro Wystaw Artystycznych, Leszno
- 2009 – Błędy w sztuce (odsłona II), Otwarta Pracownia, Kraków

### od 2010
- 2010 – BYŁO kiedyś JEST teraz, (z udziałem K. Oleksik), Festiwal Sztuka i Dokumentacja, Galeria Wschodnia, Łódź
- 2010 – Wystąpienie, Sympozjum Zeitgerossische Moralvorstellung in Europa, KIT - Kunst im Tunnel, Düsseldorf
- 2010 – Artysta na fali, „Podwodny Wrocław”, Browar Mieszczański, Wrocław
- 2010 -– Między czernią a bielą, finisaż wystawy Grupy Pendzle, Galeria Klimaty, Mięćmierz
- 2010 – Wszystko i nic. Wszędzie i nigdzie, SMOG Festiwal Performance, Galeria Sektor I, Katowice
- 2012 – Wystąpienie, „Still ON – 35 lat Galerii ON”, budynek byłej synagogi, Poznań
- 2014 – Czas przyszły miniony. Zastępcze struktury czasu przyszłego – minionego w laboratorium sztuki performance, Galeria Miejska Arsenał, Poznań

## Wystawy indywidualne
- 1991 – Notatki i wykresy (oryginały i falsyfikaty), Galeria Grodzka BWA, Lublin
- 1992 – Obiekty, Galeria Arsenał, Białystok
- 1992 – Jeszcze nie obiekt (jeszcze nie performance), Galeria Labirynt, Lublin
- 1993 – Codzienna praca artystki, Galeria Stara, Lublin
- 1993 – Laboratorium a pozór efektu końcowego, Ośrodek Działań Plastycznych, Wrocław
- 1993 – Jeszcze nie obiekt, Galeria Miejska, Wrocław
- 1994 – Obowiązki i przywileje artystów, Galeria Labirynt, Lublin
- 1994 – Prezentacja jako przerwa w istocie procesu twórczego, Galeria Moje Archiwum, Koszalin
- 1994 – Wystawa złudzeniem stanów wizualnych i myślowych, Państwowa Galeria Sztuki Współczesnej, Przemyśl
- 1996 – Teksty, obiekty, modele, Galeria Sztuki Współczesnej BWA, Sandomierz
- 1998 – Wciąż to samo, Galeria Labirynt, Lublin
- 1999 – Wyrwane z procesu, Galeria Moje Archiwum, Koszalin
- 2000 – Wszystko inaczej, Galeria ON, Poznań
- 2000 – Jedna z wielu rzeczy, Galeria Labirynt 2, Lublin
- 2003 – Jednak niepamięć, Galeria Labirynt 2, Lublin
- 2004 – Własne życie motywu Kazimierskiego z Danutą Wierzbicką, Galeria Letnia Muzeum Nadwiślańskiego, Kazimierz Dolny
- 2008 – Małe rozdziały o dużym znaczeniu (wszystko jak dawniej lecz na nowo odczytane), Bałtycka Galeria Sztuki Współczesnej, Ustka
- 2008 – Małe rozdziały o dużym znaczeniu (edycja II), Galeria Scena, Koszalin
- 2010 – Ewa Zarzycka. Od NIE do TAK, Twórczość z lat 1980-2010, Galeria Labirynt, Lublin[3]
- 2011 – Wobec performance, Galeria Sztuki Najnowszej, Gorzów Wielkopolski
- 2015 – Lata świetności, Galeria lokal_30, Warszawa[4]